# Isac Salmonsen
Isac Heiman Salmonsen (født 27. februar 1846 i København, død 10. juli 1910 sammesteds) var en københavnsk boghandler, som sammen med sin bror Moritz grundlagde dels en boghandel, dels et forlag. Forlaget udgav i begyndelsen en del oversat skønlitteratur, men er primært kendt for udgivelsen af Salmonsens Konversationsleksikon.
Salmonsen blev Ridder af Dannebrog 1908.
Han er begravet på Mosaisk Vestre Begravelsesplads.